# برایان آدامز (کشتی‌گیر)
برایان آدامز (انگلیسی: Brian Adams; ۱۴ آوریل ۱۹۶۴ – ۱۳ اوت ۲۰۰۷) بازیگر، و کشتی‌گیر کشتی حرفه‌ای اهل ایالات متحده آمریکا بود.
از فیلم‌ها یا برنامه‌های تلویزیونی که وی در آن نقش داشته است می‌توان به بازیکنی از بازیکنان اشاره کرد.